# Уйташ (аэропорт)
Международный аэропорт Махачкала (Уйташ) имени дважды Героя Советского Союза Амет-Хана Султана — международный аэропорт федерального значения, обслуживающий город Махачкала, столицу Дагестана; основной аэропорт республики.
Аэропорт расположен на территории Карабудахкентского района, в 4,5 км от города Каспийска и в 16,2 км от ближайшего микрорайона Махачкалы.
Аэропорт Уйташ — первого класса, помимо гражданской авиации, используется авиацией ФСБ РФ и МВД России.
В аэропорту до декабря 2011 года базировалась авиакомпания «Авиалинии Дагестана». В настоящее время в аэропорту базируется авиакомпания «РусЛайн», выполняющая рейсы по многим направлениям России и зарубежья.

## История
Аэродром образован 3 февраля 1927 года как «воздушная станция» на трассе Москва — Харьков — Ростов-на-Дону — Тифлис, а в 1932 году Правительством Дагестанской АССР были начаты работы по строительству аэровокзала. Р-2 является первым самолётом, эксплуатировавшимся в аэропорту. В переводе с тюркского, «Уйташ» означает «Каменный дом» (Уьй — дом, Таш — камень).
В 1932 году Правительством Дагестанской АССР были начаты работы по строительству аэровокзала и бензохранилища. Первым самолётом, эксплуатировавшимся в аэропорту, был Р-2. В первое время в аэровокзале имелось всего 5 самолётов, предназначенных для обслуживания населения Дагестана. В течение 10 лет после открытия аэровокзала были открыты полеты в Киев, Ростов-на-Дону, Сталинград, Астрахань и Куйбышев.
В 1954 году в аэропорту приземлился первый пассажирский самолёт Ан-2, в 1960 году — вертолёт Ми-4. Это было началом широкого освоения горных трасс. Именно использование самолётов Ан-2 позволило создать в Дагестане самую густую в стране сеть воздушных линий. За световой день дагестанские пилоты перевозили только на Ан-2 по 800—1000 пассажиров.
На нынешнем месте, в районе станции «Уйташ», аэропорт был открыт в 1958 году после выноса со старого места в черте города.
Уже в начале 60-х годов перевозка пассажиров увеличилась в 3 раза, объём грузовых перевозок — в 4 раза.
В современном виде аэропорт открыт в конце 1963 года, после реконструкции здания самого аэропорта и строительства гостиницы при нём.
С мая 1971 года Махачкала получила прямое авиасообщение с Москвой, Волгоградом, Ростовом-на-Дону, Минеральными Водами, Куйбышевым, Саратовом, Киевом, Шевченко, Ташкентом, Ашхабадом, Симферополем, Сочи, Одессой, Баку, Краснодаром, Минском, Донецком, Харьковом, Днепропетровском, Пензой и другими городами СССР, начали эксплуатироваться турбовинтовые самолёты Ан-24. А уже через 2 года стали выполняться пассажирские рейсы по маршруту Махачкала — Москва на самолётах Ту-134.
В 1985-86 г.г. полностью реконструирована и удлинена взлётно-посадочная полоса, что позволило увеличить объём пассажирских перевозок за счёт приёма, обслуживания и выпуска современных магистральных самолётов.
Новый этап в истории развития авиации в республике начался в 1993 году, когда правительство РД приняло решение закупить новые магистральные самолёты Ту-154. За короткий период были освоены международные рейсы в Стамбул, Джидду, Шарджу, Франкфурт-на-Майне и Ганновер.
В период проведения антитеррористической операции на Северном Кавказе в 1999 году аэропорт ежедневно принимал 70 тяжелогрузных военных самолётов Ил-76 и Ан-22.

## Реконструкция

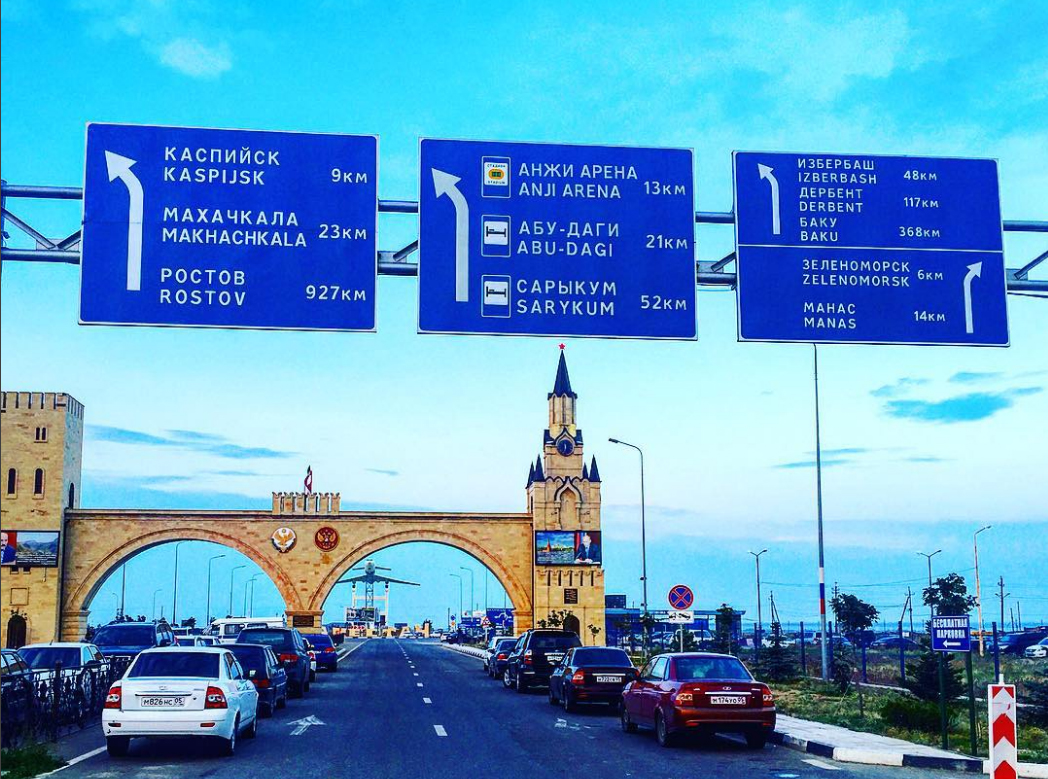
Арки при выезде из аэропорта

После смены владельца в 2014 году был принят план реконструкции аэропорта. Реконструкцией занялись «Мостоотряд-99» и «Эл Би СкайГлобал» под контролем группы «Нафта». На первом этапе реконструкции в рекордные сроки взлётно-посадочная полоса была расширена до 45 метров, а её покрытие было модернизировано с использованием специальных полимерных добавок, которые значительно повышают выносливость асфальта. Такую технологию отечественные компании применили в России впервые.
На реконструкции первого этапа планировалось выделить свыше 2 млрд рублей из федерального бюджета. На второй этап, стоимостью более 3 млрд рублей, средства должны были прийти из бюджета Дагестана.
До 2017 года планируется создать аэровокзальный комплекс «Терминал Б-МВЛ». Реализация проекта рассчитана на три года.
В 2016 году началось строительство терминала для международных рейсов в аэропорту Махачкалы.

## Собственники
До 2014 года аэропорт принадлежал ОАО «Авиалинии Дагестана». В мае 2012 года глава Дагестана Магомедсалам Магомедов сообщил, что власти республики намерены включить ОАО «Авиалинии Дагестана» в перечень проектов приватизации. В июне 2014 года аэропорт был продан на аукционе за 300 миллионов рублей группе «Нафта», подконтрольной Сулейману Керимову.
В июле 2014 года оператором аэропорта стало Акционерное Общество «Международный аэропорт „Махачкала“».

## Принимаемые типыВС
После реконструкции в 2014 году, у аэропорта появилась техническая возможность принимать такие крупные самолёты, как Airbus A318/319/320/321, Boeing 737, Boeing 757, Sukhoi Superjet 100, Ан-148, Ту-134, Ту-154, Ту-204/214, Як-40, Як-42. А с 3 мая 2017 года допускается к приему и выпуску широкофюзеляжных самолётов.
Так, воздушная гавань Дагестана признана пригодной для эксплуатации воздушных судов Boeing-767-200, Boeing-767-200ER, Boeing-767-300 и Boeing-767-300ER, а также Airbus A-330-200 и их модификаций. Принимает вертолёты всех типов. Классификационное число ВПП (PCN) 52/R/B/W/T.

## Показатели деятельности
Данные из запроса в Викиданные.
| год            | 2014  | 2015  | 2016  | 2017  | 2018  | 2019  | 2020  | 2021  |
| млн пассажиров | 0,421 | 0,707 | 0,869 | 1,068 | 1,295 | 1,501 | 1,137 | 2,030 |
| Источники:     |       |       |       |       |       |       |       |       |

## Перевозчики и пункты назначения

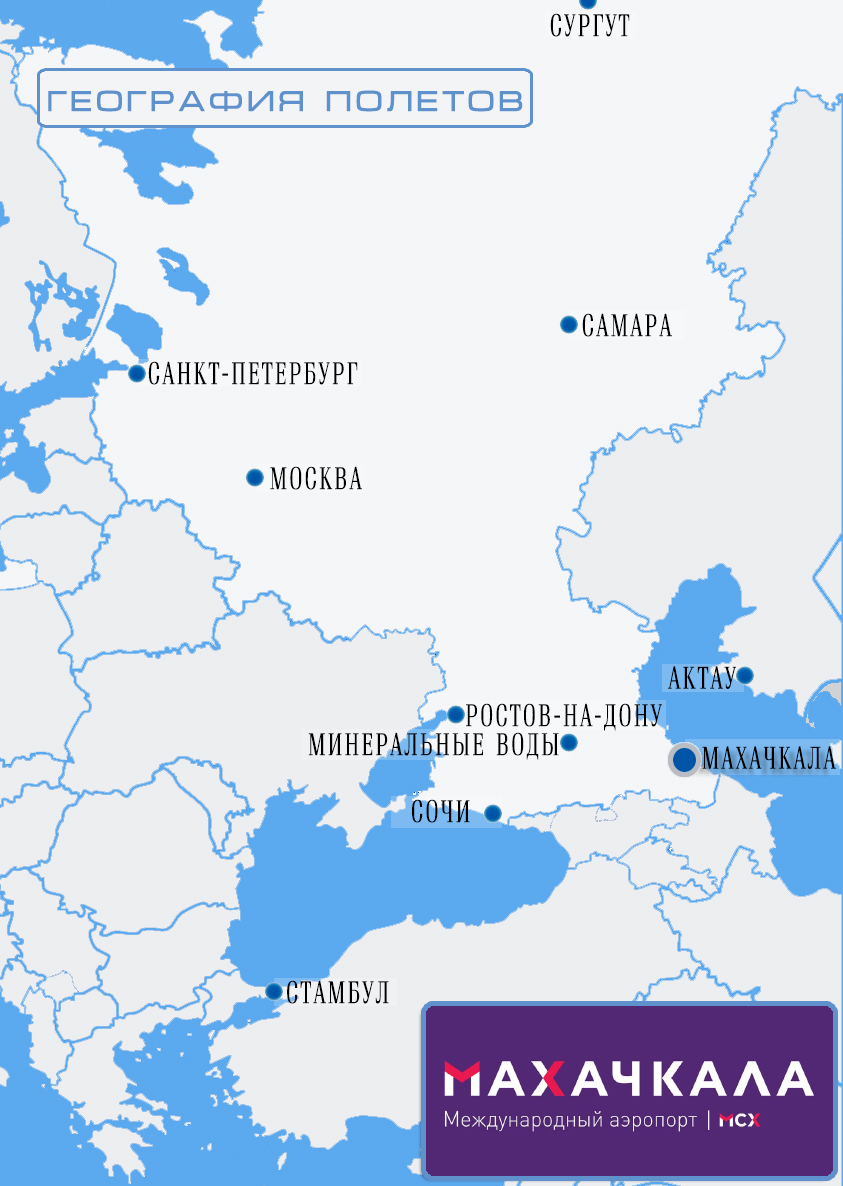
География полетов аэропорта 2015

7 июля 2015 года, Росавиация опубликовала на официальном сайте перевод ноты Посольства Турции; в ноте говорится о назначении Турецкой авиакомпании «Pegasus Airlines» регулярным перевозчиком на договорной линии Стамбул — Махачкала — Стамбул. 3 августа 2018 года открыт авиамаршрут Махачкала — Казань. 10 октября открыт авиарейс Махачкала — Краснодар. В октябре 2020 открыт прямой рейс в Екатеринбург (авиакомпания Red Wings).

## Транспортное сообщение с Махачкалой
Аэропорт связан с Махачкалой автобусным сообщением: городской маршрут 187 курсирует в дневное время раз в полчаса от торгового центра «Этажи». Также сообщение с аэропортом осуществляется с помощью водителей частных такси.
У аэропорта расположена стоянка на несколько десятков машин и автобусов.

## Происшествия

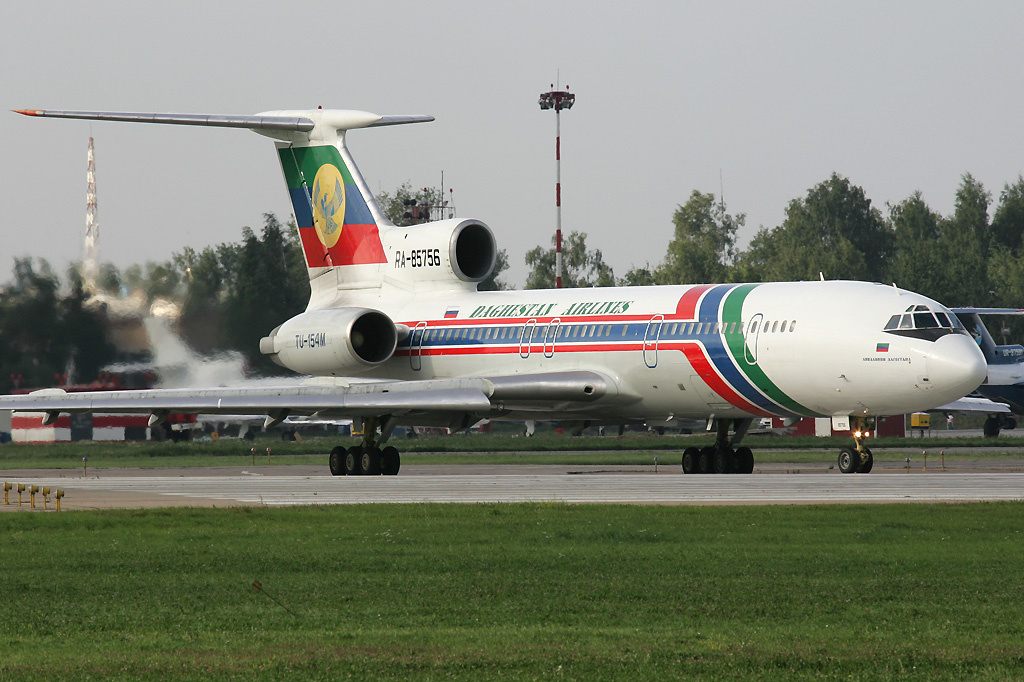
ТУ-154 «Дагестанских авиалиний»

- 15 января 2009 года на аэродроме произошло авиационное происшествие — столкновение двух самолётов Ил-76[19].
- 29 октября 2023 года толпа антисемитски настроенных погромщиков прорвалась в аэропорт, вышла на взлётно-посадочную полосу и окружила самолёт, предположительно прилетевший из Израиля. Аэропорт пришлось закрыть для устранения последствий погрома.